# Richard Peirce
Richard Peirce (ur. 1 sierpnia 1966 w Toronto) – kanadyjski narciarz, specjalista narciarstwa dowolnego. Najlepszy wynik na mistrzostwach świata osiągnął podczas mistrzostw w Lake Placid, gdzie zajął 4. miejsce w balecie narciarskim. Zajął także 4. miejsce w tej samej konkurencji w pokazowych zawodach na igrzyskach olimpijskich w Calgary i igrzyskach olimpijskich w Albertville. Najlepsze wyniki w Pucharze Świata osiągnął w sezonie 1989/1990, kiedy to zajął 5. miejsce w klasyfikacji generalnej, a w klasyfikacji baletu narciarskiego był siódmy.
W 1992 r. zakończył karierę.

## Osiągnięcia

### Mistrzostwa świata
| Miejsce | Dzień     | Rok  | Miejscowość | Konkurencja        | Zwycięzca          |
| ------- | --------- | ---- | ----------- | ------------------ | ------------------ |
| 21.     | 4 lutego  | 1986 | Tignes      | Skoki akrobatyczne | Lloyd Langlois     |
| 8.      | 6 lutego  | 1986 | Tignes      | Balet narciarski   | Richard Schabl     |
| 7.      | 1 marca   | 1989 | Oberjoch    | Balet narciarski   | Hermann Reitberger |
| 4.      | 12 lutego | 1991 | Lake Placid | Balet narciarski   | Lane Spina         |

### Puchar Świata

#### Miejsca w klasyfikacji generalnej
- sezon 1984/1985: 12.
- sezon 1985/1986: 7.
- sezon 1986/1987: 17.
- sezon 1987/1988: 12.
- sezon 1988/1989: 8.
- sezon 1989/1990: 5.
- sezon 1990/1991: 20.
- sezon 1991/1992: 12.

#### Miejsca na podium
1. Kranjska Gora – 20 lutego 1985 (Balet narciarski) – 3. miejsce
2. Sälen – 22 marca 1985 (Balet narciarski) – 3. miejsce
3. Tignes – 10 grudnia 1985 (Balet narciarski) – 3. miejsce
4. Mont Gabriel – 10 stycznia 1986 (Balet narciarski) – 3. miejsce
5. Tignes – 12 grudnia 1986 (Balet narciarski) – 2. miejsce
6. Mont Gabriel – 9 stycznia 1987 (Balet narciarski) – 2. miejsce
7. Tignes – 12 grudnia 1987 (Balet narciarski) – 2. miejsce
8. Lake Placid – 15 stycznia 1988 (Balet narciarski) – 1. miejsce
9. Madarao – 5 lutego 1988 (Balet narciarski) – 3. miejsce
10. Åre – 16 marca 1989 (Balet narciarski) – 2. miejsce
11. Suomu – 22 marca 1989 (Balet narciarski) – 3. miejsce
12. Iizuna – 16 lutego 1990 (Balet narciarski) – 2. miejsce
13. Voss – 8 marca 1991 (Balet narciarski) – 1. miejsce
14. Tignes – 5 grudnia 1991 (Balet narciarski) – 3. miejsce
15. Piancavallo – 16 grudnia 1991 (Balet narciarski) – 2. miejsce
16. Whistler Blackcomb – 10 stycznia 1992 (Balet narciarski) – 2. miejsce
17. Lake Placid – 23 stycznia 1992 (Balet narciarski) – 3. miejsce
18. Oberjoch – 31 stycznia 1992 (Balet narciarski) – 2. miejsce
19. Altenmarkt – 12 marca 1992 (Balet narciarski) – 2. miejsce

- W sumie 2 zwycięstwa, 9 drugich i 8 trzecich miejsc.